# Microcoelia
Microcoelia Lindl., 1830 è un genere di piante della famiglia delle Orchidacee.

## Distribuzione e habitat
Il genere è diffuso nell'Africa tropicale e australe, in Madagascar, nelle isole Comore e Mascarene.

## Tassonomia
Il genere Microcoelia appartiene alla sottofamiglia Epidendroideae (tribù Vandeae, sottotribù Angraecinae).
Comprende le seguenti specie:
- Microcoelia africana (R.Rice) R.Rice
- Microcoelia aphylla (Thouars) Summerh., 1936
- Microcoelia aurantiaca (Schltr.) Summerh., 1943
- Microcoelia bispiculata L.Jonss., 1981
- Microcoelia bulbocalcarata L.Jonss., 1981
- Microcoelia caespitosa (Rolfe) Summerh. in J.Hutchinson & J.M.Dalziel, 1936
- Microcoelia corallina Summerh., 1945
- Microcoelia cornuta (Ridl.) Carlsward, 2006
- Microcoelia decaryana L.Jonss., 1981
- Microcoelia dolichorhiza (Schltr.) Summerh., 1943
- Microcoelia elliotii (Finet) Summerh., 1943
- Microcoelia exilis Lindl., 1830
- Microcoelia gilpinae (Rchb.f. & S.Moore) Summerh., 1943
- Microcoelia globulosa (Hochst.) L.Jonss., 1981
- Microcoelia grahamii (R.Rice) R.Rice
- Microcoelia hirschbergii Summerh., 1943
- Microcoelia jonssonii Szlach. & Olszewski, 2001
- Microcoelia koehleri (Schltr.) Summerh., 1943
- Microcoelia konduensis (De Wild.) Summerh., 1943
- Microcoelia leptostele (Summerh.) L.Jonss., 1981
- Microcoelia longipes (R.Rice) R.Rice
- Microcoelia macrantha (H.Perrier) Summerh., 1943
- Microcoelia macrorhynchia (Schltr.) Summerh. in J.Hutchinson & J.M.Dalziel, 1936
- Microcoelia megalorrhiza (Rchb.f.) Summerh., 1943
- Microcoelia microglossa Summerh., 1936
- Microcoelia moreauae L.Jonss., 1981
- Microcoelia nyungwensis L.Jonss., 1981
- Microcoelia obovata Summerh., 1945
- Microcoelia ornithocephala P.J.Cribb, 1985
- Microcoelia perrieri (Finet) Summerh., 1943
- Microcoelia physophora (Rchb.f.) Summerh., 1943
- Microcoelia sanfordii L.Jonss., 1981
- Microcoelia smithii (Rolfe) Summerh., 1943
- Microcoelia stolzii (Schltr.) Summerh., 1943